# Thigmophryidae
Famille
Synonymes
- Cochliodomidae
- Conchophyllidae
- Myxophyllidae

Les Thigmophryidae sont une famille de Ciliés de la classe des Oligohymenophorea et de l’ordre des Scuticociliatida.

## Étymologie
Le nom de la famille vient du genre type Thigmophrya, de thigma-, toucher, et du suffixe -ophrys dérivé du grec ancien οφρύς / ophrýs, « sourcil ⇒ cil ⇒ cilié ».

## Description
Selon Lynn (2010) les espèces qui composent les Thigmophryidae ont une taille moyenne ; une forme ovoïde allongée, aplatie latéralement. Ce sont des organismes qui nagent librement. Ils ont une ciliation somatique, holotriche, dense, avec une ciliature thigmotactique très dense, sur la face antérieure gauche du corps.
La région buccale est une cavité située dans le quart postérieur du corps, avec une cilliature buccale parorale réduite et une seule polycinétide buccale.
Le macronoyau va d’un aspect globuleux à une forme ellipsoïde, parfois en forme de bande et nodulaire. On y note la présence d’un micronoyau et d’une vacuole contractile.
Les notes de vocabulaires sont extraites de l'« Australian Protists Glossary ».

## Habitat
Les Thigmophryidae vivent aussi bien dans des milieux marins que terrestres. Parfois dans la vase. La plupart sont des commensaux dans les replis du manteau de mollusques bivalves marins, chez des pulmonés terrestres ; une espèce a été découverte en tant qu'endocommensale d'un ver némertin, lequel vit dans le manteau d'un mollusque bivalve.

## Liste des genres
Selon GBIF (26 janvier 2023) :
- Cochliophilus Kozloff, 1945
- Myxophthirus da Silva Neto, 1992
- Myxophyllum Raabe, 1934
- Thigmophrya Chatton & Lwoff, 1923 genre type

Selon The Taxonomicon (26 janvier 2023) :
- Cochliodomus Raabe, 1971
- Cochliophilus Kozloff, 1945
- Conchophyllum Raabe, 1936
- Myxophyllum Raabe, 1934
- Thigmophrya Chatton & Lwoff, 1923

Selon le World Register of Marine Species (26 janvier 2023) :
- Myxophyllum Raabe, 1934
- Thigmophrya Chatton & Lwoff, 1923

Selon Lynn (2010) :
- Cochliodomus Raabe, 1971 (genre type de la famille des Cochliodomidae)
- Cochliophilus Kozloff, 1945
- Conchophyllum Raabe, 1936 (genre type de la famille des Conchophyllidae)
- Myxophthirus Da Silva Neto, 1992
- Myxophyllum Raabe, 1934 (genre type de la famille des Myxophyllidae)
- Thigmophrya Chatton & Lwoff, 1923

## Systématique
Le nom valide de ce taxon est Thigmophryidae Chatton & Lwoff, 1926.